# Schedorhinotermes medioobscurus
Schedorhinotermes medioobscurus es una especie de termita subterránea del género Schedorhinotermes, de la familia Rhinotermitidae, orden Blattodea.

## Distribución
Se distribuye por Asia: Malasia, Camboya, Andamán y Nicobar, Indonesia, Filipinas, Singapur, Tailandia y Vietnam.

## Taxonomía
Fue descrita por Holmgren en 1914.
Tratamiento taxonómico
La especie aparece registrada y publicada en Wissenschaftliche Ergebnisse einer Forschungsreise nach Ostindien, ausgeführt im Auftrage der Kgl. Preuss. Akademie der Wissenschaften zu Berlin von H. v. Buttel-Reepen. III. Termiten aus Sumatra, Java, Malacca und Ceylon. Gesammelt von Herrn Prof. Dr. v. Buttel-Reepen in den Jahren 1911–1912. Zoologische Jahrbücher, Abteilung für Systematik, Ökologie und Geographie der Tiere, 36(2-3), 229–290.